# St. Peter und Paul (Lidzbark Warmiński)
Die Kirche St. Peter und Paul (polnisch Cerkiew Świętych Apostołów Piotra i Pawła) im ermländischen Lidzbark Warmiński (Heilsberg) ist eine ursprünglich evangelische Kirche, die seit der Vertreibung der eingesessenen Bevölkerung von der Polnisch-Orthodoxen Kirche genutzt wird.

## Geschichte
Die Kirche wurde im Rahmen des königlich preußischen Bauprogramms evangelischer Kirchen im katholischen Ermland erbaut. Um Kosten zu sparen, wurde der Bau 1822–23 in Holzbauweise errichtet, nach einem Entwurf von Karl Friedrich Schinkel, der jedoch von einem Bau in Stein ausging. Trotz des Baumaterials überstand die Kirche den Stadtbrand von 1865 und den Zweiten Weltkrieg unbeschadet. Die heutige Gemeinde geht auf umgesiedelte Polen aus der Ukraine zurück. Der Chor wurde zur Umnutzung als orthodoxe Kirche durch eine Ikonostase abgetrennt.

## Bauwerk
Die Kirche ist als holzverkleideter Fachwerkbau, der aber als Putzbau entworfen wurde, von großer baugeschichtlicher Bedeutung. Der Bau ist eine dreischiffige Basilika unter Sattel- und Pultdächern. Als eine der wenigen basilikalen Bauten Schinkels ist sie auch im kirchlichen Bauen Schinkels bemerkenswert.
Zwischen den sechsgeschossigen Türmen befindet sich ein viergeschossiger Mittelbau, der Orgelempore und Vorhalle birgt. In der Front des Mittelbaus befinden sich Fünferarkaden rundbogiger Fenster, in den Turmgeschossen und im Obergaden des Hauptbaus Dreierarkaden.

## Kirchengemeinde

### Evangelisch (bis 1945)
Geschichte

Die Betreuung der evangelischen Bewohner im fast ausnahmslos römisch-katholischen Heilsberg und Umgebung wurde nach der Inbesitznahme durch Preußen 1772 zunächst dem Pfarrer in Gallingen (polnisch Galiny) übertragen. Ab 1775 wurde die Pfarrstelle in Heilsberg durch einen eigenen Geistlichen versorgt, ab 1838 unterstützt von Predigern und Hilfspredigern.
Im Jahre 1818 wurde in Heilsberg eine eigene Kirchengemeinde errichtet, für deren Kirche am 18. Oktober 1821 der Grundstein gelegt wurde.
Im Jahre 1925 zählte das weitflächige Diaspora-Kirchspiel 1.700 Gemeindeglieder. Es gehörte bis 1945 zum Superintendenturbezirk Braunsberg des Kirchenkreises Ermland in der Kirchenprovinz Ostpreußen der Kirche der Altpreußischen Union.
Flucht und Vertreibung der einheimischen Bewohner vor und nach 1945 setzte der evangelischen Gemeinde der Stadt Heilsberg ein Ende. Heute hier lebende evangelische Kirchenglieder gehören nun zur Diözese Masuren der Evangelisch-Augsburgischen Kirche in Polen.
Kirchspielorte

Zum Kirchspiel der evangelischen Kirche Heilsberg gehörten bis 1845 neben der Stadt Heilsberg mehr als sechzig Dörfer, Orte und Wohnplätze:
| Deutscher Name            | Polnischer Name                  |  | Deutscher Name             | Polnischer Name                |  | Deutscher Name                      | Polnischer Name                  |
| ------------------------- | -------------------------------- |  | -------------------------- | ------------------------------ |  | ----------------------------------- | -------------------------------- |
| Albertshof                | Dobrujewo                        |  | Kobeln                     | Kobiela                        |  | Reichenberg                         | Kraszewo                         |
| Bewernick                 | Bobrownik                        |  | Kolm                       | Chełm                          |  | Reichsen                            | Rejsy                            |
| Blankensee                | Blanki                           |  | Konitten                   | Konity                         |  | Reimerswalde                        | Ignalin                          |
| Bleichenbarth             | Bartniki                         |  | Konnegen                   | Koniewo                        |  | Retsch                              | Redy                             |
| Blumenau                  | Czarny Kierz                     |  | Konnegenhof                | Koniewo-Osada vormals: Kunówko |  | Roggenhausen                        | Rogóż                            |
| Bogen                     | Bugi                             |  | Krekollen                  | Krekole                        |  | Schwansberg                         | Łabno                            |
| Bundien                   | Budniki                          |  | Langwiese                  | Długołęka                      |  | Schweden                            | Wojdyty                          |
| Elmswalde                 | Elmina                           |  | Launau                     | Łaniewo                        |  | Settau                              | Żytowo                           |
| Frauenwalde               | Świętno                          |  | Lauterhagen                | Samolubie                      |  | Siegfriedswalde                     | Żegoty                           |
| Galitten                  | Gajlity                          |  | Lawden                     | Lauda                          |  | Soritten                            | Suryty                           |
| Großendorf                | Wielochowo                       |  | Liewenberg                 | Miłogórze                      |  | Sperlings                           | Wróblik                          |
| Großendorf, Forst         | Jagodów                          |  | Lisettenhof                | Gościechowo                    |  | Sperwatten                          | Zaręby                           |
| Heiligenfelde             | Świętnik                         |  | Makohlen                   | Maków                          |  | Springborn, mit: Kloster Springborn | Stoczek, mit: Stoczek Klasztorny |
| Heilsberg mit Maurachshof | Lidzbark Warmiński mit Murowanka |  | Maraunen                   | Morawa                         |  | Stolzhagen                          | Kochanówka                       |
| Jegothen                  | Jagoty                           |  | Markeim                    | Markajmy                       |  | Süßenberg                           | Jarandowo                        |
| Katzen                    | Kotowo                           |  | Medien                     | Medyny                         |  | Termlack                            | Tremlak                          |
| Kerschdorf                | Kiersnowo                        |  | Napratten mit Mathildenhof | Napraty mit Napratki           |  | Thiergarten, ab 1926: Launau, Forst | Łaniewo-Leśnictwo                |
| Kerschen                  | Kierz                            |  | Neuendorf bei Heilsberg    | Nowa Wieś Wielka               |  | Tollnigk                            | Tolniki Wielkie                  |
| Kiwitten                  | Kiwity                           |  | Neuhof                     | Pilnik                         |  | Wernegitten                         | Kłębowo                          |
| Kleidtten                 | Klejdyty                         |  | Parkitten mit Waldhof      | Parkity mit Polanka            |  | Widdrichs                           | Widryki                          |
| Kleitz                    | Kłajty                           |  | Pomehren                   | Pomorowo                       |  | Workeim                             | Workiejmy                        |
| Klotainen                 | Klutajny                         |  | Raunau                     | Runowo                         |  | Wosseden                            | Nowosady                         |
| Knipstein                 | Knipy                            |  | Rehagen                    | Sarnowo                        |  | Zechern                             | Urbanowo                         |

Pfarrer:

An der Evangelischen Pfarrkirche in Heilsberg amtierten die Geistlichen:
- Theodor David Lentzki, 1775–1801
- August Gottfried Reimer, 1801–1806
- Karl Jonas Gronenberg, 1806–1809
- August Hoyer, 1809–1815
- Friedrich Wilhelm Böhncke, 1816–1867
- Friedrich Wilhelm Julius Kleist, 1838–1842
- Karl Johann Emil Nietzki, 1847–1854
- Adolf Julius Schröder, 1854–1856
- Johann Benjamin Baske, 1856–1860
- Franz Georg Ferdinand Schulz, 1861–1862
- Friedrich Richard Otto Wiebe, 1863–1874
- Carl F.W.A. Seidenstücker, 1867–1875
- Friedrich Wilhelm Karl Kuntze, 1874–1876
- August Wolfgang Adalbert Kähler, 1876–1888
- Friedrich Benj. Richard Rahn, 1887–1889
- Oskar Wald. Emil Ristow, 1890
- Albert Leonhard Helm. Wodaege, 1890–1892
- Hugo Ernst Wolff, 1890–1895
- Reinhold Naubereit, 1893–1902
- Carl Richard Hildebrandt, 1902–1934
- Walter von Knebel, 1922
- Johann Hundsdörffer, 1923
- Bernhard Raffel, 1934–1945
- Friedrich Wilhelm Grunz, 1936–1937

### Polnisch-Orthodox

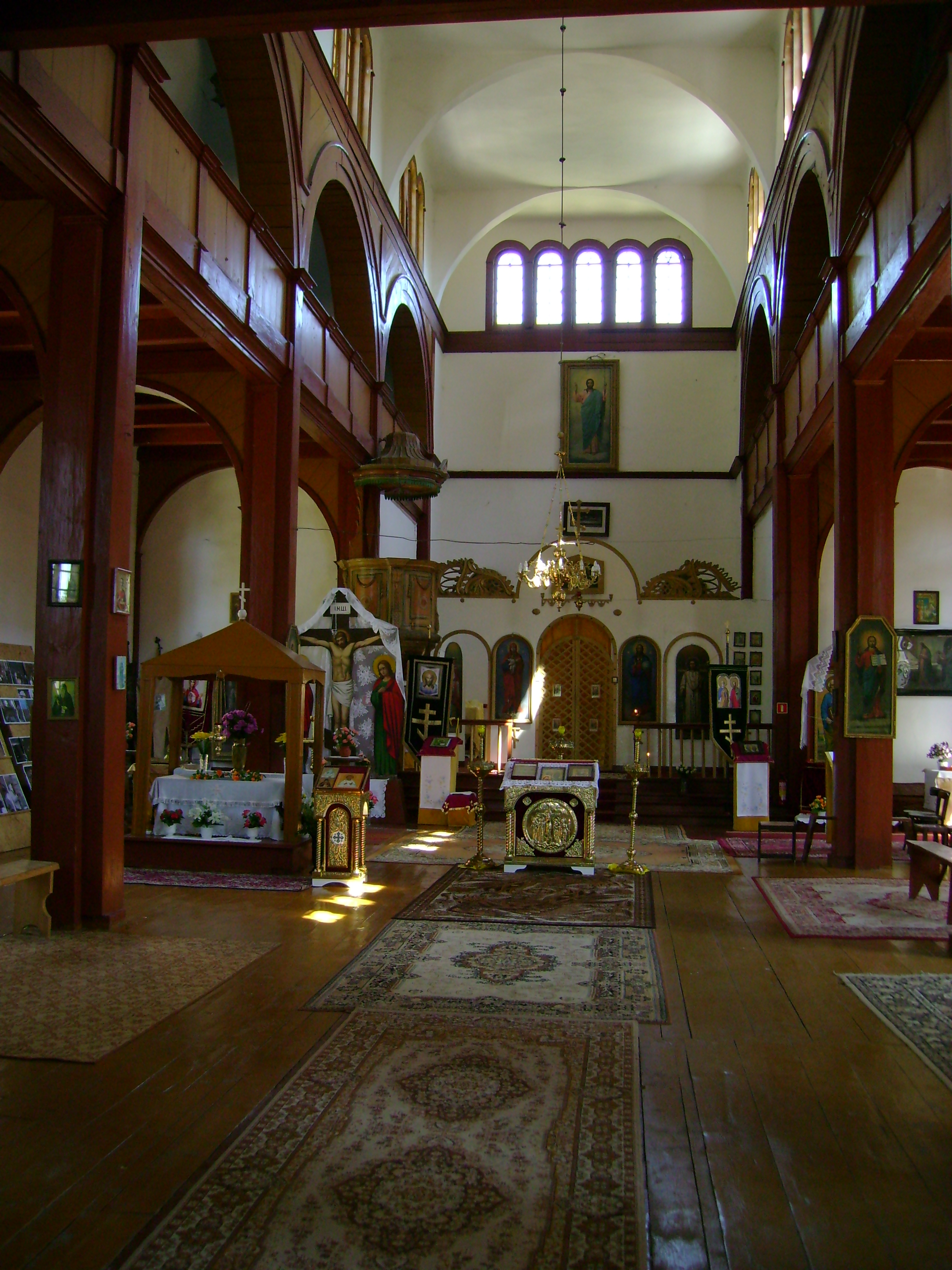
Blick zur Ikonostase der jetzigen Kirche

Heute dient das jetzt nach Petrus und Paulus benannte evangelische Gotteshaus der Polnisch-Orthodoxen Kirche zu Gottesdienst und Andacht. Die Polnisch-Orthodoxe Kirche gehört zum Patriarchat von Konstantinopel.